# Масандра
Маса́ндра (крим. Masandra) — селище в Україні, у складі Ялтинського району Автономної Республіки Крим, адміністративний центр Масандрівської селищної ради.

## Загальний опис
Розташоване поблизу Ялти (трохи більше 4 км), за 70 км від залізничного вокзалу в Сімферополі. На півночі межує з Ялтинським гірсько-лісовим заповідником, на заході — із селищем міського типу Восход. На території селища протікає річка Гува. Має тролейбусне і автобусне сполучення з Ялтою та смт Нікіта.
На території селища ростуть кримська сосна, ялівець, фісташка. Є Масандрівський водоспад з річним дебетом понад 40 тис. м³. Нині на території селища розташовано головне підприємство НВАО «Масандра» (виробництво марочних вин); пансіонат з лікуванням «Донбас» на 800 місць. У Масандрі знаходяться Кримський республіканський професійно-технічний навчальний заклад «Ялтинське вище професійне училище будівельних і харчових технологій» — державний навчальний заклад III атестаційного рівня, 2 дитячих садки; музична школа; амбулаторія.

## Населення
7,3 тис. осіб, з яких переважна більшість росіяни і українці.

## Історія
Поблизу Масандри виявлено залишки таврського могильника, античних поселень, могильника і катакомби І—III ст., досліджено також монастир XII—XV ст., розписаний фресками з унікальною кам'яною різьбою.
Вперше згадується у 1520 році у матеріалах переписів Кефінського санджаку як маалі (квартал) Ялти Марсанда.
У 1894–1897 рр. тут за розпорядженням князя Лева Голіцина велося будівництво винних підвалів і заводу, одночасно забудовувався житловий масив селища.

## Пам'ятки

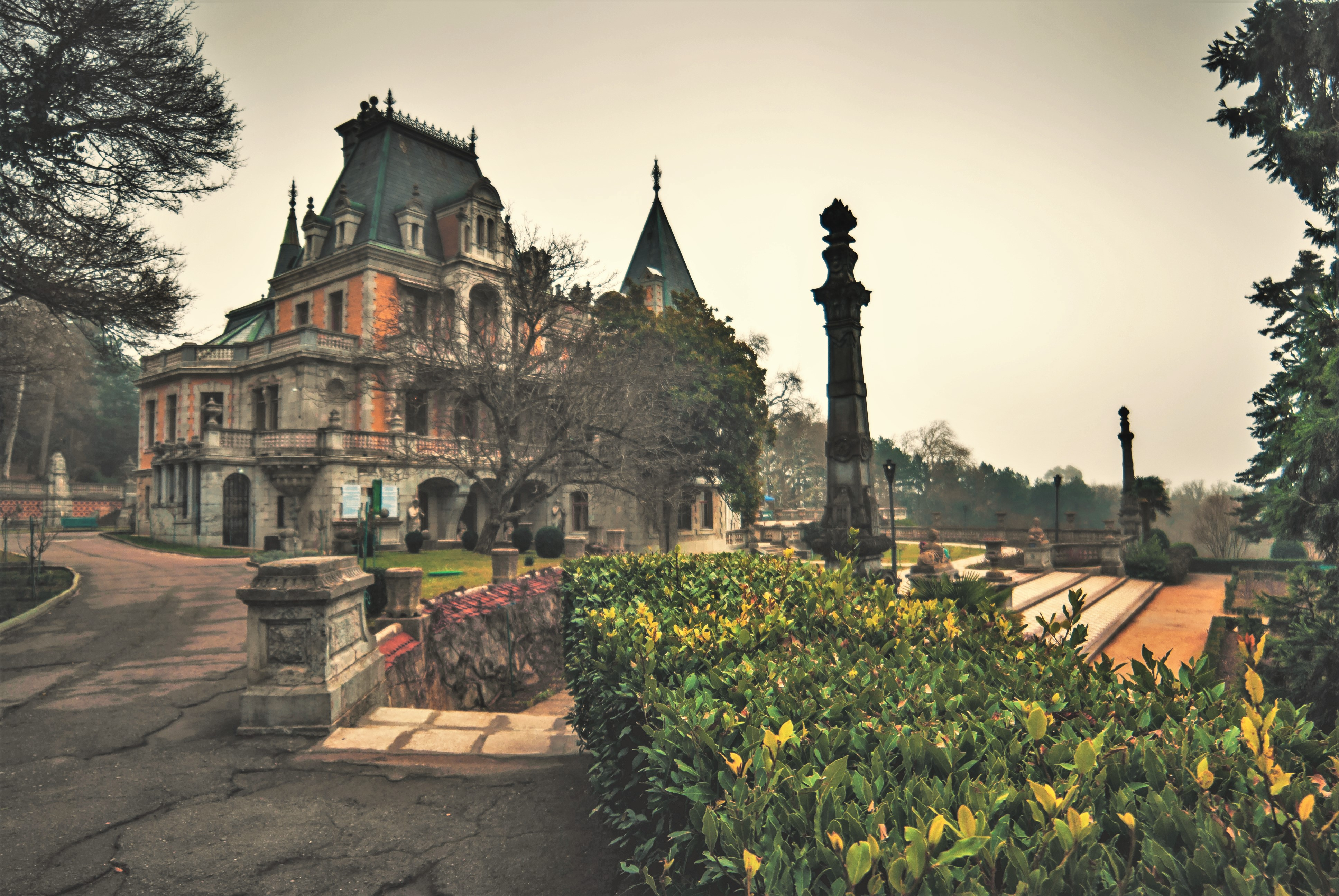
Масандрівський палац

Пам'ятки історії і культури: Масандрівський палац-музей Олександра III (побудований у 1881–1902 рр., з 1993 р. функціонує як музей), нині діючий комплекс винних підвалів НВАТ «Массандра». Вино тут зберігається в дубових бочках, що виробляються з 30-40 річної деревини. Комплекс засновано в 1894 році, найстаріше вино в колекції — пляшка «Хересу» 1775 року.
Виняткове значення серед парків Криму й України має і розпланований в стилі французького бароко парк Масандрівського палацу на терасах.

## Персоналії
- На заводі «Масандра» працював знаменитий винороб Олександр Єгоров, ім'ям якого названа центральна вулиця селища.
- Голіцин Лев Сергійович — винороб, підприємець

## Галерея

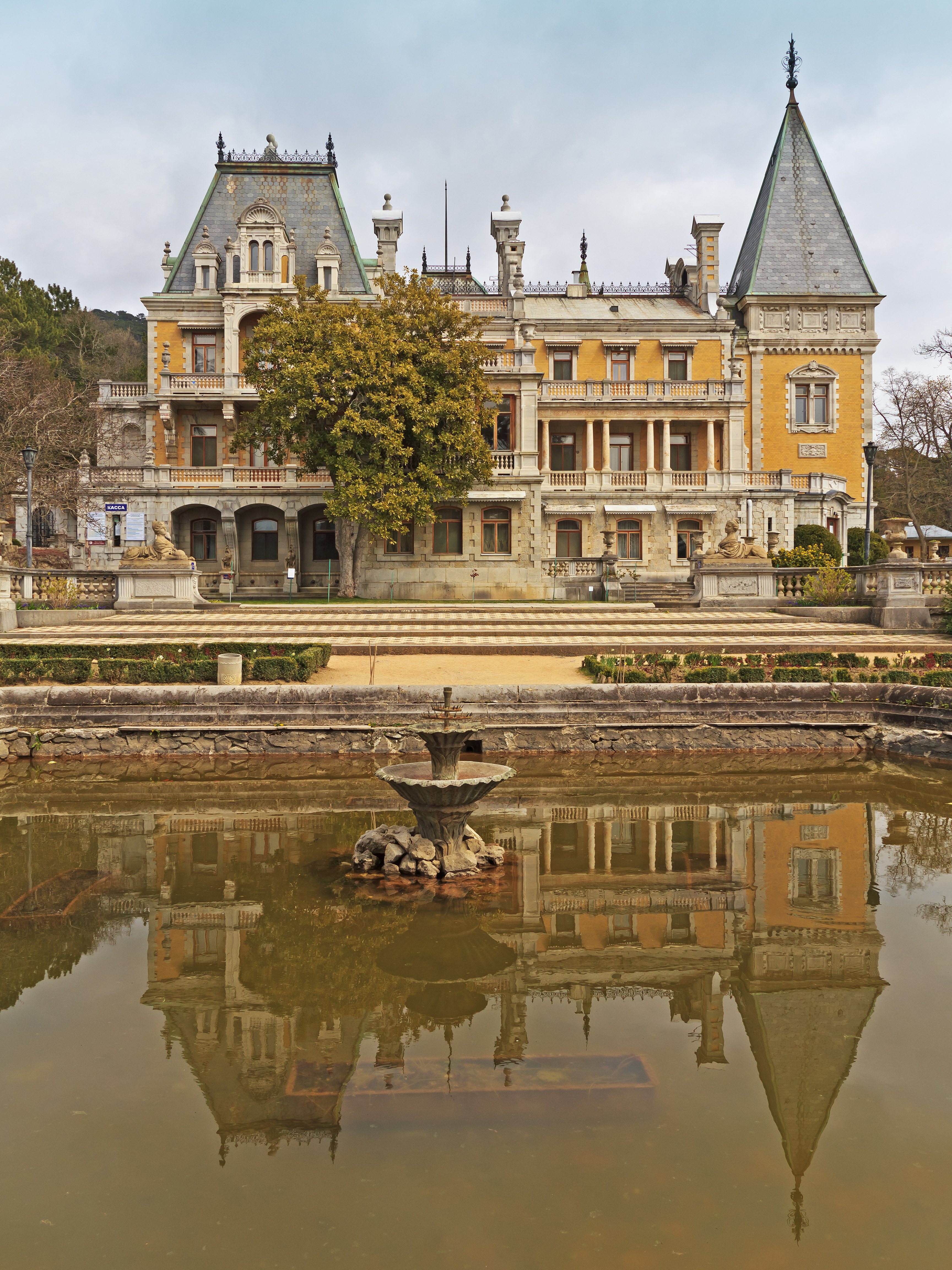
Масандрівський палац
Виноробний комбінат «Масандра»